# Gaston Phébus (mini-série)
Pour les articles homonymes, voir Gaston de Foix.
Gaston Phébus ou Le Lion des Pyrénées est une mini-série française en six épisodes de 52 minutes, créée par Jacques Armand et Bernard Borderie d'après l'œuvre de Myriam et Gaston de Béarn, et diffusée à partir du 15 décembre 1978 sur Antenne 2.
Au Québec, elle a été diffusée à partir du 1er février 1980 à la Télévision de Radio-Canada dans Hors série.

## Synopsis
Les aventures de Gaston Phébus, comte de Foix et seigneur de Béarn, impétueux seigneur féodal du XIVe siècle, marié à Agnès de Navarre.
L'histoire se déroule pendant la guerre de Cent Ans, Gaston épouse Myriam, sa tendre amie d'enfance dont il est éperdument amoureux. Par malheur pour lui, il doit rencontrer le roi de Navarre, Charles le Mauvais. Agnès, la sœur de celui-ci, tombe follement amoureuse du beau Gaston. Avec l'aide de son frère, elle fait empoisonner Myriam et tente d'attirer Gaston dans les filets de l'amour. Phébus se vengera d'Agnès en l'épousant de force, en refusant de coucher avec elle avant de multiplier les infidélités.
Intrigues amoureuses, guerres, chevauchées fantastiques, l'histoire de la France de 1331 à 1391, mènent cette série.

## Distribution
- Jean-Claude Drouot : Gaston Phébus
- Nicole Garcia : Agnès de Navarre
- Pascale Rivault : Myriam
- France Dougnac : Marguerite
- Georges Marchal : Corbeyran
- Gérard Hérold : Charles de Navarre
- Jean-François Poron : Espaing
- Monique Mélinand : comtesse Eléonore de Comminges
- François Dyrek : Ernauton
- Dora Doll : Florine
- François Maistre : Philippe VI de Valois
- Claude Gensac : Jeanne de Bourgogne
- Michèle Grellier : comtesse Hélène
- Denis Savignat : Roger-Bernard III de Foix
- Laurence Février : Sancia
- Jean-François Lixon : Gaston
- Daniel Grimm : Roger de Mahaut
- Edgar Givry : Gassiot
- André Oumansky : Ferrero
- Lambert Wilson : Yvain
- André Thorent : abbé d'Aïre
- André Dumas : Benoît
- Mireille Audibert : Bonne, duchesse de Normandie
- Nadine Basile : Mme de Levis
- Henri Deus : Jean, duc de Normandie (jeune)
- Bernard-Pierre Donnadieu
- Philippe Dumat : mire
- Raymond Loyer : Sigismond de Bohême
- Guy Kerner : Bertrand de Waast
- Gabriel Gobin : Ramonet
- Patrick Lancelot : Pierre
- Claude Marcault : Aude
- Daniel Perche : ours Hannibal
- Bruno Raffaelli : Guillaume
- Pascale Reynaud : Blanche
- Michel Ruhl : Jean, duc de Normandie (adulte)
- Dominique Sandrel : la mère supérieure
- Gérard Sandoz : Gaston enfant
- Catherine Creton : Myriam enfant
- Colette Milon : novice

## Fiche technique
- Musique : Jean-Pierre Bourtayre
- Maître d'armes : Claude Carliez
- Bagarres réglées par Henri Cogan
- Conseiller équestre : François Nadal

## Commentaires
Le tournage a eu lieu à Sarlat, aux châteaux de Beynac, Fénelon et Bonaguil, à Paris et à Vincennes.